# Карлос Аројо
Карлос Аројо (шп. Carlos Alberto Arroyo Bermúdez; Фахардо, 30. јул 1979) је бивши порторикански кошаркаш. Играо је на позицији плејмејкера.

## Каријера

### Клупска
Аројо је четири године студирао на Флорида Интернационал Универзитету, али није изабран на НБА драфту 2001. године. Карлос је на наведеном универзитету поставио одређене рекорде по броју асистенција и поена. Наиме, он је најбољи додавач у историји универзитета са 459 асистенција, као и стрелац у једној сезони са 600 поена. Број 30 повучен је из употребе када је Аројо завршио студије на ФИУ.
Након прекратких епизода у Торонту, Денверу и Таукерамици почевши од 2002. провео је три најуспешније сезоне у НБА у дресу Јуте. Ипак, због неслагања са тренером Џеријем Слоуном био је трејдован у Детроит. Са Пистонсима је у сезони 2004/05. играо велико финале против Сан Антонија, које су Спарси добили у серији 4:3, тако да Аројо није успео да постане први Порториканац који се окитио титулом у НБА.
Касније је играо за Орландо, да би се за сезону 2008/09. вратио у европску кошарку и потписао за Макаби Тел Авив. Након тога игра за Мајами, који је напустио због неслагања са тренером Ериком Сполстром и прешао у Бостон, који је уједно био и његов последњи клуб у НБА. Следи играње у Турској - једну сезону провео је у Бешикташу а непуне две у Галатасарају. Аројо је са оба тима био шампион Турске, са Бешикташем 2012, а са Галатом 2013. Током 2015. је кратко играо у Порторику да би за сезону 2015/16. потписао уговор са Барселоном. Од 2016. до 2019. је наступао у Порторику након чега је завршио каријеру.

### Репрезентативна
Аројо је скоро 15 година бранио боје Порторика и са репрезентацијом освојио укупно 12 медаља - 6 златних, 2 сребрне и 4 бронзане.
Сениорски деби је имао на Светском првенству 2002. године и сместа остварио изузетан учинак од 11,6 поена и 6,4 асистенције по утакмици, одвевши своју домовину до четвртфиналног дела такмичења. Након повлачења порториканске легенде Хосеа Ортиса, Аројо је постао капитен репрезентације.  Једине Олимпијске игре на којима је Аројо наступио су оне из 2004. године у Атини, када је носио заставу своје земље на отварању, а Порторико је на том турниру заузео шесто место. Тада је са Порториком остварио историјску победу над селекцијом Сједињених Америчких Држава.
Последњи пут је за репрезентацију наступио у Београду на квалификационом турниру за Олимпијске игре 2016. Аројо је остварио учинак од 13,2 поена током овог турнира, потом 4,5 асистенција, међутим његова репрезентација није успела да забележи пласман на ОИ.

## Успеси

### Клупски
- Макаби Тел Авив:
  - Првенство Израела (1): 2008/09.
- Бешикташ:
  - ФИБА Еврочеленџ (1): 2011/12.
  - Првенство Турске (1): 2011/12.
  - Куп Турске (1): 2012.
- Галатасарај:
  - Првенство Турске (1): 2012/13.
- Барселона:
  - Суперкуп Шпаније (1): 2015.

### Појединачни
- Најкориснији играч финала Првенства Израела (1): 2008/09.
- Најкориснији играч финала Првенства Турске (1): 2011/12.
- Најкориснији играч Центробаскета (1): 2003.

### Репрезентативни
- Америчко првенство:  2009, 2013,  2003, 2007.
- Панамеричке игре:  2011,  2003.
- Центробаскет:  2003, 2008, 2010,  2006.